# President en funcions dels Estats Units
El president o presidenta en funcions dels Estats Units és una persona que actua temporalment com a president quan el president no pot exercir les seves funcions, però continua en el càrrec. La posició va ser creada per la 25a Esmena a la Constitució dels Estats Units.
El president o presidenta en funcions té tots els poders i deures presidencials durant el temps del seu mandat, però no es converteix en el president. El termini d'aquest mandat dura fins que el President declara per escrit que recupera la disponibilitat per exercir el càrrec. Un aspecte derivat d'aquesta situació, quan qui assumeix la presidència temporalment ocupava la vicepresidència, és que durant aquest temps deixa d'exercir la presidència del Senat, que al seu torn tindrà una presidència en funcions.
Fins ara hi ha hagut tres presidents en funcions, tots ells vicepresidents. George H. W. Bush esdevingué més tard president.
- El vicepresident George H. W. Bush va actuar per al president Ronald Reagan, quan estava sotmès a un procediment de colonoscòpia el 13 de juliol de 1985.[2]
- El vicepresident Dick Cheney va actuar dues vegades per al president George W. Bush, quan també estava sotmès a un procediment de colonoscòpia, el 29 de juny de 2002 i el 21 de juliol de 2007.[2]
- La vicepresidenta Kamala Harris va actuar en nom del president Joe Biden, quan estava sotmès a un procediment de colonoscòpia el 19 de novembre de 2021. Es va convertir en la primera dona de la història dels Estats Units en tenir poders presidencials.[3][4][5]